# Ricardo Guima
Ricardo Guima, właśc. Ricardo Martins Guimarães (ur. 14 listopada 1995 w Aveiro) – mozambicki piłkarz portugalskiego pochodzenia występujący na pozycji pomocnika w klubie GD Chaves oraz w reprezentacji Mozambiku.

## Kariera klubowa
Wychowanek klubu AD Taboeira. Następnie szkolił się w akademii SL Benfica, skąd powrócił do macierzystego klubu. W latach 2012–2014 występował w juniorskich zespołach UD Oliveirense. W 2013 roku po raz pierwszy włączono go do składu zespołu seniorów, rywalizującego w Segunda Liga. Następnie grał na tym samym poziomie rozgrywkowym jako piłkarz Sporting CP B oraz Académiki Coimbra, do której był wypożyczony.
W maju 2019 roku przeszedł do ŁKS Łódź, podpisując trzyletni kontrakt. 3 sierpnia 2019 zadebiutował w Ekstraklasie w przegranym 1:2 meczu z Lechem Poznań. W sezonie 2019/20 rozegrał łącznie 25 ligowych spotkań i strzelił 2 gole, a jego zespół spadł do I ligi. We wrześniu 2020 roku został wypożyczony na jeden sezon do Académiki Coimbra, gdzie zaliczył 29 występów i zdobył 2 bramki. W sierpniu 2022 roku definitywnie opuścił ŁKS Łódź, przenosząc się do GD Chaves. W sezonie 2021/22 po pokonaniu w barażu Moreirense FC awansował z tym klubem do Primeira Ligi. Guima zadebiutował w niej 27 sierpnia 2022 w wygranym 2:0 wyjazdowym spotkaniu przeciwko Sportingowi CP.

## Kariera reprezentacyjna
9 września 2023 zadebiutował w reprezentacji Mozambiku w meczu z Beninem w kwalifikacjach Pucharu Narodów Afryki 2023 (3:2), w którym zdobył gola.

## Życie prywatne
Urodził się w 1995 roku w Aveiro jako syn Portugalczyka i Mozambijki. 5 maja 2023 otrzymał obywatelstwo Mozambiku.